# 響ラジオ放送所
響ラジオ放送所（ひびきラジオほうそうじょ）は、福岡県北九州市若松区響町の響灘埋立地にある、福岡県を放送エリアとする中波ラジオ放送局の北九州地区向け送信所である。

## 概要
- NHK北九州放送局、RKBラジオ（RKB毎日放送）、KBCラジオ（九州朝日放送）、の順に開局。もともと小倉北区日明（ひあがり）地区にあった送信所を、周辺の宅地化などにより移設した。
  - NHK北九州：小倉北区緑ヶ丘1丁目（山陽新幹線北九州トンネル小倉側入口上付近）→1990年1月19日移転
  - RKB：小倉北区高峰町4-12→1995年1月26日移転
  - KBC：小倉北区朝日ヶ丘→1999年10月7日移転
- 全局がモノラル放送。民放2社がかつて行っていたAMステレオ放送は元から実施していない。
- 北九州市・遠賀・京築・田川市郡・直鞍がエリアであるが、送信所から遠い京築・田川では夜間に外国放送局の混信を受けることが多い。なお、民放2社は行橋市にも中継局を設置しており、この点を補っている。
- 無指向性出力である事に加え、海に面した接地抵抗の低い埋立地にある事から、山口県の大部分や大分県・島根県・広島県・愛媛県の各一部地域でも当局の周波数を日中も良好に受信可能。

## 放送局一覧
| 周波数 （kHz） | 放送局名          | コールサイン | 空中線電力 | 放送対象地域 | 放送区域内世帯数 | 開局日                     | 送信所住所 （いずれも北九州市若松区） |
| -------------- | ----------------- | ------------ | ---------- | ------------ | ---------------- | -------------------------- | ------------------------------------- |
| 540            | NHK北九州第1放送  | JOSK         | 音声1kW    | 福岡県東部   | 約85万世帯       | 1931年（昭和6年）12月21日  | 響町1丁目86-4                         |
| 720            | KBCラジオ北九州局 | JOIL         | 音声1kW    | 福岡県       | -                | 1958年（昭和33年）7月15日  | 響町1丁目102                          |
| 1197           | RKBラジオ北九州局 | JOFO         | 音声1kW    | 福岡県       | -                | 1952年（昭和27年）12月25日 | 響町1丁目101-4（響灘中央緑園）        |
| 1602           | NHK北九州第2放送  | JOSB         | 音声1kW    | 全国放送     | 約85万世帯       | 1947年（昭和22年）3月20日  | 響町1丁目86-4                         |

### 備考
- NHK北九州は、第1と第2の周波数が中波放送の周波数帯の両極端の位置にある。こうしたケースは全国でもほかに例がない。そのため、NHK第1とKBCは比較的良好に入るエリアが広いが、NHK第2とRKBは周波数帯が高いこともあり、夜間には北九州市内でも状況により聴きづらくなることがある。このためFM補完放送においては、RKBが低めの周波数を割り当てられた（北九州以外はRKBがAMでやや低めのためKBCがFMでは逆に低め）。
- 1978年（昭和53年）11月23日9:00（JST）の世界一斉中波周波数変更前、以下の2局は次の周波数であった。なお当日は実際の変更時刻は5:00で、それから変更までは試験放送扱いだった。
  - RKBラジオ：1200kHz
  - NHK北九州第2：1600kHz
- RKBラジオは熊本放送（RKKラジオ）と同一周波数（1197kHz、出力10kW）であるため、北九州市内でも混信する事がある。
- 民放2社は自社もしくは子会社等を通じて送信所内に太陽光発電所を設置している。ただ現状では売電が目的であり、放送用電力への利用は行っていない。なおKBCが日本初の取り組みである[1]。